# Rod Taylor (reggae)
Pour l'acteur australien, voir Rod Taylor
Rod Taylor, né à Kingston le 2 mars 1957, est un chanteur et producteur jamaïcain de reggae, dont le style vocal est très proche de celui d'Horace Andy.

## Biographie
Après avoir brièvement formé un groupe appelé The Aliens avec Barry Brown et Johnny Lee, Taylor a enregistré son premier single, "Bad Man Comes and Goes" en 1975 pour Ossie Hibbert. Il a connu le succès grâce au label de Bertram Brown "Freedom Sounds" (tout comme que d'autres chanteurs de reggae tels que Prince Alla et Earl Zero), publiant le tube 'Ethiopian Kings', qui l'a conduit à travailler avec Mikey Dread. Il a ensuite collaboré avec divers producteurs à la fin des années 1970 et au début des années 1980, notamment Prince Far I, Ossie Hibbert, Prince Hammer et Nigger Kojak. 
Le premier album de Taylor, If Jah Should Come Now, a été publié en 1979, suivi de Where Is Your Love Mankind en 1980. Après quelques années de calme, Taylor est réapparu à la fin des années 1980 avec l'album One in a Million, avec d'autres sorties dans les années 2000. Rod Taylor continue de jouer avec des sound systems ou des groupes, en particulier avec le groupe français Positive Roots Band.

## Discographie
- 1979 - If Jah Should Come Now
- 1980 - Where Is Your Love Mankind
- 1989 - One in a Million
- 1989 - The Prophet Rise Again
- 1990 - Lonely Girl
- 1993 - Liberate
- 1999 - Tell Dem
- 2002 - Shining Bright
- 2003 - Trust in Jah
- 2005 - What You gonna Do (Koogah Sound)
- 2006 - Nothing Else to Do
- 2009 - Hold on Strong
- 2012 - Original Roots
- 2014 - Mr Money Man (Evidence Music)

## Compilations
- Ethiopian Kings [1975-1980]
- Garden of Eden [1975-1982]